# August Petri
Karl August Petri (1878. – ?) olimpiai bajnok német vívó.
Az 1906. évi nyári olimpiai játékokon, Athénban indult, amit később nem hivatalos olimpiává nyilvánított a Nemzetközi Olimpiai Bizottság. Ezen az olimpián öt vívószámban versenyzett: tőrvívásban, kardvívásban és háromtalálatos kardvívásban helyezés nélkül zárt. párbajtőrvívásban 5. lett, míg csapat kardvívásban olimpiai bajnok.
Az 1908. évi nyári olimpiai játékokon, Londonban is elindult négy vívószámban. Kardvívásban és párbajtőrvívásban helyezés nélkül zárt. csapat kardvívásban és csapat párbajtőrvívásban egyaránt az 5. helyen végeztek.
Klubcsapata az FC Offenbach volt.